# Kostel svatého Jana Křtitele (Palkovice)
Kostel svatého Jana Křtitele je jednolodní barokní kostel v Palkovicích.

## Historie

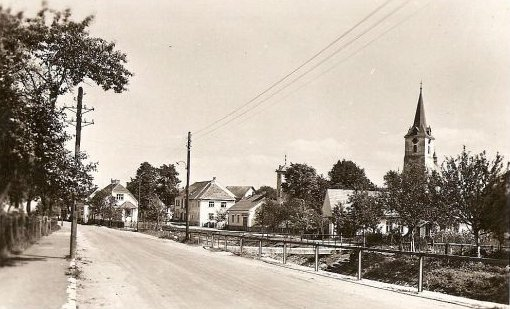
Kostel na pohlednici z roku 1852

Ve vsi Palkovice původně stál dřevěný kostel zasvěcený svatému Petru z roku 1580. Ten však chátral a nedostačoval potřebám obce. Nakonec roku 1850 zchátral úplně a na jeho místě byla postavena kaple svatého Mořice.
Roku 1631 byl nákladem obce vystavěn nový barokní kostel zasvěcený Janu Křtiteli a kolem něho zřízen malý hřbitov. Budova fary byla dostavěna roku 1768. Do roku 1785 jezdili do Palkovic sloužit mše místečtí kněží. Roku 1800 byl kostelu hradem Hukvaldy darován kamenný kříž z roku 1741. Během první světové války byly kostelu zrekvírovány dva zvony. Roku 1928 byly pořízeny tři nové zvony, avšak i ty byly zrekvírovány pro válečné účely, tentokrát však pro nacisty během druhé světové války. Roku 1943 byl sice pořízen malý železný zvon, ten však praskl a tak se kostel dočkal nového zvonu až roku 1947.
V roce 1993 byl starý zvon nahrazen třemi novými, které byly vysvěceny 11. července 1993.

## Popis
Kostel je jednolodní barokní (někdy uváděno pozdně renesanční) stavbou s odstupněným pětibokým kněžištěm, opatřený západní věží, severní sakristií a jižní kaplí. Na kostele se nalézá nápis z roku založení:
„TENTO HRAMGEST ZBVDOWAN KECCZIAKCHVALE PAN BOHV Z NAKLADEM DZEDZINI PALKOWICZ ZAVRZADVGRV FOGTA ONDRA WASICE BARTOSA KVLHANA 1631“

(Tento chrám jest zbudován ke cti a chvále Pánubohu z nákladu vesnice Palkovice za úřadujíciho fojta Ondry Vašice a Bartoša Kulhana 1631)

Kromě hlavního oltáře zasvěcenému svatému Janu Křtiteli se zde také nalézají dva boční oltáře. Jeden je zasvěcen svatému Kříži a druhý svatému Františku z Assisi.

### Zvony
- Jan
- Anežka
- Václav